# Ipomoea padillae
Ipomoea padillae är en vindeväxtart som beskrevs av O'donell. Ipomoea padillae ingår i släktet praktvindor, och familjen vindeväxter. Inga underarter finns listade i Catalogue of Life.